# Jean-Pierre Lux
Pour les articles homonymes, voir Lux.
Pas d'image ? Cliquez ici

a Compétitions nationales et continentales officielles uniquement.

b Matchs officiels uniquement.
Jean-Pierre Lux, né le 9 janvier 1946 à Dax et mort le 14 décembre 2020 dans la même ville, est un joueur international français de rugby à XV, évoluant principalement au poste de centre, et plus occasionnellement en tant qu'ailier.
En club, il est formé à l'US Tyrosse avant de finir sa carrière à l'US Dax, ayant joué respectivement sept et huit années sous les couleurs de ces clubs landais. En équipe nationale, il fait partie du groupe tricolore ayant remporté le premier Grand Chelem de son histoire, et remporte le Tournoi des Cinq Nations à quatre reprises.
Il occupe ensuite des responsabilités en tant que dirigeant, occupant notamment de 1999 à 2014 le poste de président de l'European Rugby Cup.

## Biographie

### Carrière de joueur
Né le 9 janvier 1946 à Dax, Jean-Pierre Lux est le fils de Jacques Lux, instituteur et joueur de rugby à XV au sein de l'US Tyrosse au poste de centre,. Ainsi, il découvre très tôt dans le milieu familial la pratique du rugby à XV, ainsi qu'à l'école, entre autres avec Michel Lasserre,,. Alors qu'il intègre l'École normale de Dax à ses 15 ans, il entre tout d'abord la section scolaire d'athlétisme avant de rejoindre « les Martinets », surnom de l'équipe de rugby scolaire. Il évolue ainsi au poste de demi d'ouverture en semaine, mais à celui de centre le week-end avec les cadets de l'US Tyrosse, rejoints dès la saison 1961-1962. 
Après avoir obtenu son diplôme du baccalauréat, il poursuit ses études à Bordeaux afin d'obtenir une licence de chimie. Durant la saison 1964-1965, il joue son premier match avec l'équipe première, dans le cadre d'un match amical contre Sauveterre ; une blessure à une vertèbre lombaire l'éloigne des terrains pendant trois mois. Il fait tout de même ses débuts cette même saison en rencontre officielle de championnat, à domicile contre le Valence sportif puis à l'extérieur chez le SC Angoulême. Sélectionné en équipe régionale junior de Côte basque, il n'est pourtant pas appelé en équipe de France junior.

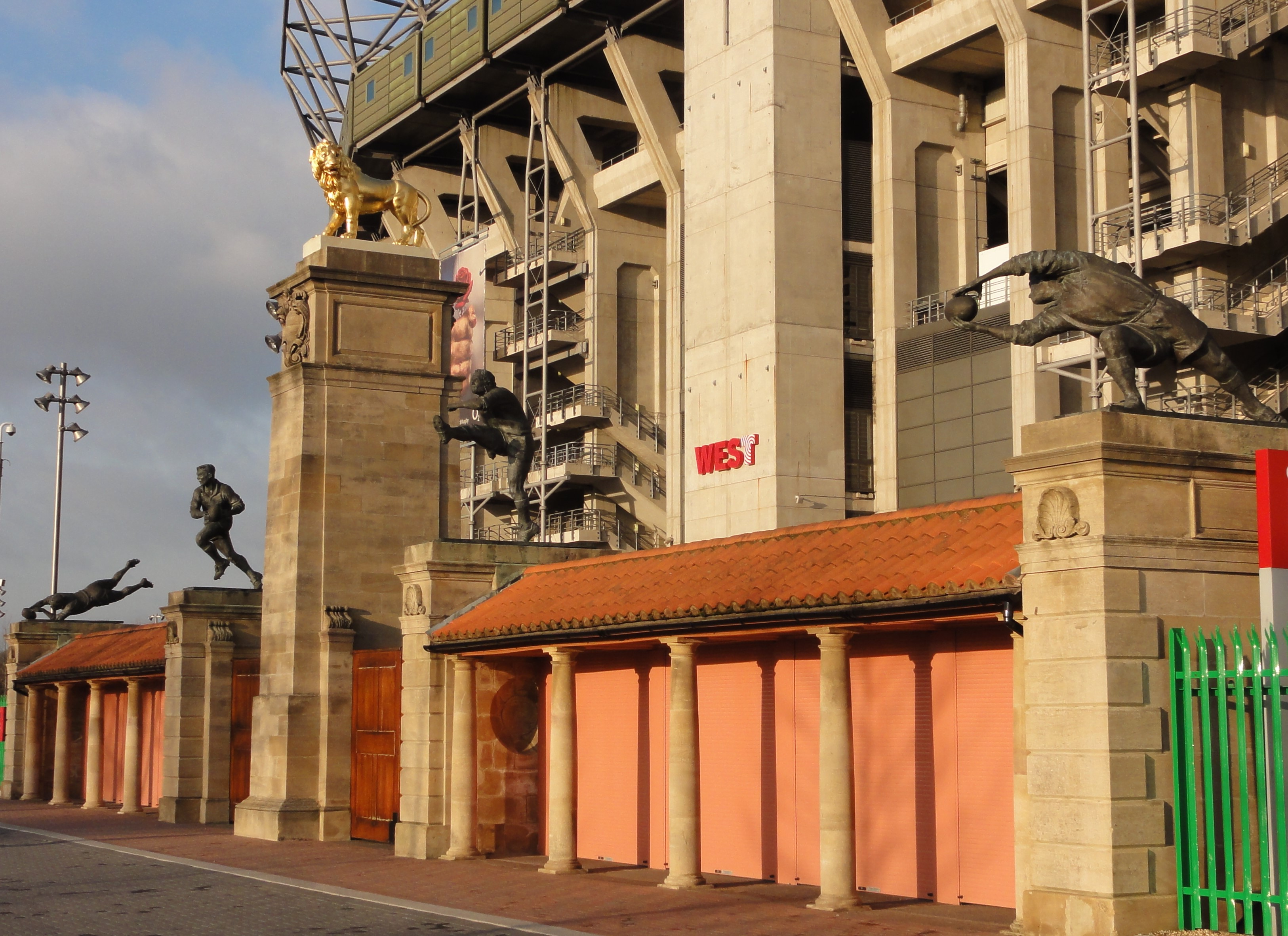
La paire Dourthe-Lux est associée pour la première fois en 2 1967, au stade de Twickenham (ci-contre l'entrée Ouest historique).

Il suit des séances de musculation la saison suivante, lui permettant de devenir un centre au profil « perforateur ». Sélectionné en tant que remplaçant pour la première rencontre du Tournoi des Cinq Nations 1967 contre l'Écosse, il porte finalement le maillot tricolore pour la première fois avec l'équipe réserve contre l'Australie, à Toulouse le 4 février. Le 25 février, il est rappelé dans le groupe de l'équipe de France, palliant les blessures de Jean Gachassin et de Jo Maso : Jean-Pierre Lux obtient ainsi sa première cape internationale, affrontant l'Angleterre à Twickenham. Il inscrit son premier essai lors de sa seconde sélection, contre l'Italie à Toulon. En club, Lux et l'US Tyrosse atteignent le stade des seizièmes de finale, s'inclinant contre le Stade toulousain.
En 1968, le Tournoi des Cinq Nations fait l'objet de nombreuses rotations au poste de centre : Lux est sélectionné avec Maso, Trillo, Gachassin et Dourthe. Dans la culture populaire, Dourthe, Maso, Lux et Trillo. forment un groupe de centre performants, surnommé le « carré d'as du rugby », d'après le titre de l'ouvrage homonyme de Jean Cormier et Renaud de Laborderie. Au terme du tournoi, l'équipe de France remporte le premier Grand Chelem de son histoire. Après cette saison, il se tourne vers des études afin de devenir chirurgien-dentiste, à l'instar de son coéquipier landais sous le maillot tricolore Claude Dourthe. Jean-Pierre Lux dispute l'intégralité des matchs du Tournoi 1970 que la France remporte ex æquo avec le pays de Galles. En club, il est éliminé à deux reprises consécutives en seizième de finales avec l'UST, en 1969 et 1970, avant d'atteindre les huitièmes en 1971. Appelé à intégrer le groupe de l'équipe de France pour la tournée de 1971 en Afrique du Sud, Jean-Pierre Lux décline la sélection afin de se concentrer sur ses examens d'études supérieures, et sera remplacé par Claude Dourthe.
Alors qu'il compte 27 sélections tricolores, l'international tyrossais rejoint à l'intersaison 1971 le club voisin et rival dacquois, l'US Dax, ; « recruté » par le président René Dassé, la proximité de ce dernier avec le président de la Fédération française de rugby Albert Ferrasse permet à Lux d'éviter l'année de « licence rouge », soit une saison sans évoluer en équipe première pour tout joueur faisant l'objet d'une mutation sportive sans accord de la Fédération. Bien que Lux et Dourthe aient précédemment été alignés ensemble sur la ligne de centres sous le maillot national, ils le sont désormais en tant que coéquipiers de club. Anecdotiquement, trois jours avant un déplacement du XV de France à Dublin dans le cadre d'un match amical ultérieur au Tournoi des Cinq Nations 1972, les deux centres dacquois sont sacrés champions de France universitaires avec l'équipe de chirurgie-dentaire de Bordeaux contre celle de la Faculté de droit de Pau, la rencontre étant disputée à Dax. Alors que le championnat se termine au stade des quarts de finale, Lux et Dourthe sont retenus pour la tournée estivale en Australie (en). Lors de la première rencontre officielle contre l'Australie, Lux est aligné au poste d'ailier ; pour le second, lui et Dourthe entourent Trillo et Maso aux ailes, dans une configuration inédite.
Si son poste de prédilection reste au centre, il continue parfois d'évoluer à l'aile, comme en équipe nationale lors du Tournoi des Cinq Nations 1973. En championnat de France, Lux dirige les lignes arrières dacquoises en l'absence de son coéquipier Dourthe, éloigné des terrains pour cause de maladie et remplacé par le jeune Philippe Lebel. En quarts de finale, l'US Dax rencontre le CA Brive pour la troisième fois consécutive. Si le club corrézien a pris l'avantage les deux saisons précédentes, le centre dacquois participe à la revanche landaise, inscrivant un essai lors de la rencontre. L'USD avance jusqu'en finale, au terme de laquelle Lux et ses coéquipiers s'inclinent contre le Stadoceste tarbais.
En 1974, Lux et Dourthe forment, contre l'Irlande lors du Tournoi, avec le demi d'ouverture Jean-Louis Bérot, un triangle d'attaque exclusivement « dacquois », pour la première et unique fois de l'histoire de XV de France. Après s'être incliné en quarts de finale du championnat, il participe à la tournée de 1974 en Argentine, la dernière de sa carrière.
En ouverture du Tournoi de 1975, Jean-Pierre Lux fait partie du groupe français s'inclinant lourdement à domicile, au Parc des Princes contre le pays de Galles. Un grand remaniement de l'équipe de France a alors lieu, et de nombreux protagonistes du jour ont alors joué à cette occasion le dernier match international de leur carrière, dont Lux ; il comptabilise au total 47 sélections entre 1967 et 1975, inscrivant 12 essais pour un total de 42 points,.
En club, Lux joue encore quatre saisons sous le maillot de l'US Dax, atteignant les huitièmes de finale en 1975 et les quarts en 1976. Il joue sa dernière rencontre officiel en 1978, évoluant alors avec l'équipe réserve, en huitième de finale du championnat de Nationale B.

### Dirigeant des hautes instances du rugby
Alors que sa carrière sportive est terminée, il continue d'exercer en tant que chirurgien-dentiste, partageant un cabinet à Dax avec son ami et coéquipier Claude Dourthe. Il entre par ailleurs dans le groupe dirigeant de l'US Dax, comme l'ont fait traditionnellement de nombreux autres joueurs rouge et blanc avant lui.
En 1999, il est désigné président de l'European Rugby Cup, organisme qui gère la Coupe d'Europe et le Challenge européen. Il est réélu plusieurs fois à ce poste. En 2011, il est de nouveau réélu à son poste, malgré l'opposition des Français et Anglais qui lui reprochent de favoriser les nations celtes. En 2013, alors que l'avenir des compétitions européennes est incertain, les clubs français et anglais désirant réformer celles-ci, il annonce que son mandat, qui s'achève en juin 2014, sera son dernier.
En France, il œuvre auprès de Serge Blanco et Patrick Wolff pour la création de la Ligue nationale de rugby ; il est ainsi membre du comité directeur de la Ligue nationale de rugby de 1998 à 2012. En 2008, il est d'abord annoncé comme le successeur de Serge Blanco au poste de président de la LNR. C'est finalement Pierre-Yves Revol qui est élu. Il est toutefois réélu au comité directeur de la ligue en tant que personnes extérieures. En 2012, il n'est pas réélu à ce poste. De 2012 à 2016, il est membre du comité directeur de la Fédération française de rugby.
En 2015, il fait partie de la commission de nomination du nouveau sélectionneur du XV de France présidée par Pierre Camou aux côtés de Serge Blanco, Jean Dunyach, Jean-Claude Skrela, Jo Maso et Didier Retière. Ils confient le poste à Guy Novès, manager du Stade toulousain depuis 1993.
Il meurt à Dax le 14 décembre 2020, à l'âge de 74 ans,, des suites d'une longue maladie. La cérémonie religieuse s’est déroulée en la cathédrale Notre-Dame de Dax. À l’issue de la messe, le cercueil de Jean-Pierre Lux a été applaudi par l’assistance, tandis qu’un maillot rouge de l’USD et un bleu du XV de France l’accompagnait. De nombreuses personnalités du rugby étaient présentes : d'anciens coéquipiers tels que Claude Dourthe et Jean-Louis Bérot, des dirigeants tels que René Bouscatel, Serge Blanco et Vincent Merling, le vice-président de la Fédération française de rugby Serge Simon, ainsi que Raphaël Ibañez, Dacquois d'origine et manager du XV de France ; par ailleurs, le prêtre officiant est l'abbé Philippe Lebel, un de ses anciens coéquipiers des lignes arrières dacquoises.

## Palmarès

### En club
- Championnat de France de rugby à XV :
  - Finaliste : 1973 avec l'US Dax.

### En équipe de France
- Tournoi des Cinq Nations :
  - Vainqueur avec Grand Chelem : 1968.
  - Vainqueur : 1967, 1968, 1970 (ex æquo avec le pays de Galles) et 1973 (ex-aequo avec les quatre autres nations).

### Distinctions
Il reçoit la médaille d'or de la jeunesse et des sports en 2000.

## Statistiques en équipe nationale
Avec 47 sélections, Jean-Pierre Lux devient à son époque le deuxième joueur landais le plus capé de son époque, derrière André Boniface (avec 48 sélections) ; il devance notamment Christian Darrouy (40 sélections), Didier Camberabero (36), Guy Boniface (35), Claude Dourthe (33) et Pierre Albaladejo (30). Entre-temps, il a été devancé par d'autres joueurs landais, comme Raphaël Ibañez (98 sélections) et Olivier Roumat (62).
Durant les trêves estivales, il participe à diverses tournées, en Afrique du Sud en 1967, en Nouvelle-Zélande en 1968, en Australie en 1968 et 1972, et en Argentine en 1974,.
Durant sa carrière internationale, l'équipe d'Angleterre et celle d'équipe d'Irlande sont celles affrontées le plus souvent par Lux sous le maillot français, avec huit matchs disputés pour quatre remportés contre chacune des deux nations.
| Équipe           | Matchs | Victoires | Nuls | Défaites | Ratio victoires |
| ---------------- | ------ | --------- | ---- | -------- | --------------- |
| Afrique du Sud   | 5      | 0         | 1    | 4        | 0,00 %          |
| Angleterre       | 8      | 4         | 2    | 2        | 50,00 %         |
| Argentine        | 2      | 2         | 0    | 0        | 100,00 %        |
| Australie        | 5      | 2         | 1    | 2        | 40,00 %         |
| Écosse           | 6      | 3         | 0    | 3        | 50,00 %         |
| Pays de Galles   | 6      | 1         | 1    | 4        | 16,67 %         |
| Irlande          | 8      | 4         | 1    | 3        | 50,00 %         |
| Italie           | 1      | 0         | 0    | 0        | 100,00 %        |
| Nouvelle-Zélande | 2      | 1         | 0    | 1        | 50,00 %         |
| Roumanie         | 3      | 3         | 0    | 0        | 100,00 %        |
| Tchécoslovaquie  | 1      | 1         | 0    | 0        | 100,00 %        |

## Style de joueur
En dehors de ses performances individuelles, Jean-Pierre Lux forme une paire de centres complémentaires avec Claude Dourthe, autant sous le maillot national qu'en club, lorsqu'il a rejoint ce premier au sein de l'US Dax près de quatre ans après leur première association internationale. En plus de leur complicité hors du terrain, connaissant chacun le jeu de l'autre, ils adaptent ainsi leur façon de jouer suivant les situations. Ainsi, lorsque Dourthe s'apprête à monter en pointe sur un attaquant adverse, Lux se prépare à récupérer le ballon lâché par ce dernier sur le plaquage afin de lancer une contre-attaque rapide. À l'inverse, Dourthe étant moins rapide que Lux, lorsqu'il voit son coéquipier attaquer un centre adverse à priori « un peu faible en défense », il anticipe son cadrage-débordement en lançant sa course plus tôt, le tout afin de se présenter à sa hauteur à la sortie de l'action.